# Kà (họ)
Họ Kà, còn viết là Cà, là một họ của người Việt Nam. Họ Kà thường có trong các cộng đồng dân tộc thiểu số như Thái.

## Những người họ Kà có danh tiếng
| Họ tên     | Sinh thời | Dân tộc | Hoạt động                                                                           |
| ---------- | --------- | ------- | ----------------------------------------------------------------------------------- |
| Kà Kỳ Vọng | -...      | Thái    | Biên tập viên truyền hình, từng là BTV Thời sự VTV sắc sảo. Hiện làm việc ở ở VTC1. |